# Агерхольт, Анна Каспари
Анна Каспари Агерхольт (норв. Anna Caspari Agerholt; 1892—1943) — норвежская активистка движения за права женщин и писательница. Известность ей принесла книга «История норвежского женского движения» (норв. Den norske kvinnebevegelses historie), опубликованная в 1937 году. Агерхольт была новатором в области социальных исследований, проведя серию одногодичных курсов для Норвежского национального женского совета (норв. Norske Kvinners Nasjonalråd).

## Биография
Анна Каспари родилась 25 июля 1892 года в Кристиании и была дочерью учёного Йозефа Иммануила фон Сещвица Каспари (1857—1952) и Вильхельмины Кристианы Сёмме (1863—1952). 28 декабря 1923 года она вышла замуж за архивиста Петера Юхана Агерхольта (1890—1969).
Мало что известно о детстве и юности Агерхольт, кроме того, что когда в 1910 году она сдавала экзамен-артиум в Хамарской школе, то решила написать сочинение на норвежском языке о «месте женщины в обществе тогда и сейчас» (норв. Kvindens stilling i samfundet før og nu). Она продолжила своё образование, изучая филологию в Университете Кристиании, получив степень кандидата филологии (Candidatus philologiæ) в 1917 году. В следующем году она получила диплом преподавателя.
Сначала Агерхольт работала учительницей в средних школах Лиллехаммера и Осло, а с 1925 года преподавала социальную историю и норвежский язык в Норвежском национальном женском совете (норв. Norske Kvinners Nasjonalråd). С 1931 по 1950 год она отвечала за проведение одногодичных курсов, которые тогда служили единственным выходом для женщин, желавших работать в социальном секторе. В дополнение к своим статьям в различных журналах, в 1937 году Агерхольтопубликовала свою новаторскую книгу «Историю норвежского женского движения» (норв. Den norske kvinnebevegelses historie). Хотя первоначально она была хорошо воспринята женскими организациями, только после её переиздания в 1973 году она стала основным справочным трудом по истории женского движения в норвежских университетах. Хотя в книге делается акцент на период, предшествовавший 1913 году, когда норвежские женщины впервые получили право голоса на национальных выборах, она также затрагивает в целом борьбу за равенство между женщинами и мужчинами.
Агерхольт активно участвовала в буржуазном женском движении, возглавляя Норвежскую ассоциацию женщин-учёных (норв. Norske Kvinners Nasjonalråd) с 1932 по 1934 год. Во время немецкой оккупации она некоторое время была секретарём Норвежского национального совета женщин. Она принимала участие во многих международных конференциях, связанных с женским движением, тесно сотрудничая с ведущими активистками движения за права женщин.
Анна Каспари Агерхольт умерла в Осло 17 августа 1943 года.